# Pinguicula colimensis
Pinguicula colimensis este o specie de plante carnivore din genul Pinguicula, familia Lentibulariaceae, ordinul Lamiales, descrisă de Mcvaugh și Amp; Mickel. Conform Catalogue of Life specia Pinguicula colimensis nu are subspecii cunoscute.